# 성창렬
성창렬(成昌烈)은 조선시대의 판소리 명창이다. 당시 최상준, 황호통과 함께 어깨를 겨룬 대가로 각종 판소리에 능하였다. 《춘향가》를 잘하였으며, 그의 더늠은 이도령 과거 장면이다.